# Luce Lebart
 (mars 2025).
La mise en forme du texte ne suit pas les recommandations de Wikipédia : il faut le « wikifier ».
Les points d'amélioration suivants sont les cas les plus fréquents :
- Les titres sont pré-formatés par le logiciel. Ils ne sont ni en capitales, ni en gras.
- Le texte ne doit pas être écrit en capitales (les noms de famille non plus), ni en gras, ni en italique, ni en « petit »…
- Le gras n'est utilisé que pour surligner le titre de l'article dans l'introduction, une seule fois.
- L'italique est rarement utilisé : mots en langue étrangère, titres d'œuvres, noms de bateaux, etc.
- Les citations ne sont pas en italique mais en corps de texte normal. Elles sont entourées par des guillemets français : « et ».
- Les listes à puces sont à éviter, des paragraphes rédigés étant largement préférés. Les tableaux sont à réserver à la présentation de données structurées (résultats, etc.).
- Les appels de note de bas de page (petits chiffres en exposant, introduits par l'outil «  Source ») sont à placer entre la fin de phrase et le point final[comme ça].
- Les liens internes (vers d'autres articles de Wikipédia) sont à choisir avec parcimonie. Créez des liens vers des articles approfondissant le sujet. Les termes génériques sans rapport avec le sujet sont à éviter, ainsi que les répétitions de liens vers un même terme.
- Les liens externes sont à placer uniquement dans une section « Liens externes », à la fin de l'article. Ces liens sont à choisir avec parcimonie suivant les règles définies. Si un lien sert de source à l'article, son insertion dans le texte est à faire par les notes de bas de page.
- La présentation des références doit suivre les conventions bibliographiques. Il est recommandé d'utiliser les modèles {{Ouvrage}}, {{Chapitre}}, {{Article}}, {{Lien web}} et/ou {{Bibliographie}}. Le mode d'édition visuel peut mettre en forme automatiquement les références.
- Insérer une infobox (cadre d'informations à droite) n'est pas obligatoire pour parachever la mise en page.

Pour une aide détaillée, merci de consulter Aide:Wikification.
Si vous pensez que ces points ont été résolus, vous pouvez retirer ce bandeau et améliorer la mise en forme d'un autre article.

Luce Lebart, née à Asnières-sur-Seine en France, est historienne de la photographie, commissaire d’expositions et gestionnaire d'institutions culturelles. Elle consacre son travail à la reconnaissance de la pratique artistique de la photographie à travers les collections d'archives.

## Biographie
Elle fait ses études à l’École nationale supérieure de la Photographie en France, où elle commence la recherche en histoire de l'art et de la photographie. Elle travaille dans diverses institutions culturelles consacrées à la photographie : bibliothèques, photothèques, centres d'archives et divers fonds photographiques. Elle est notamment responsable des collections visuelles aux Archives départementales de l’Hérault à Montpellier.
Elle est directrice de l'Institut canadien de la photographie de 2016 à 2018 et est directrice des collections de la Société française de photographie de 2011 à 2015. Elle agit comme commissaire pour les Rencontres de la photographie d'Arles pour les éditions 2012, 2014, 2015 et 2016, pour le Mois de la photo à Paris en 2014 et pour le Foto Industria/Mast à Bologue en 2015.
En 2020, elle ressemble le travail photographique et littéraire de 300 femmes et 160 autrices, publie Une histoire mondiale des femmes photographes et amène le ministère de la Culture à mettre en œuvre sa politique de visibilité des femmes photographes par le projet Elles x Paris Photo. Ce dernier projet permet encore aujourd'hui d'augmenter la présence des femmes photographes à Paris Photo.

## Expositions, commissariats et interventions
Elle est commissaire de 18 expositions de photographies, 5 commissariats aux Rencontres de la photographie d'Arles et de nombreuses autres au sein d'institutions à travers le monde.
- Illuminations, Foto/Industria, Bologne, 2015[8]
- La criminalistique moderne : une culture de la trace avec Pierre Margot, Le bal, Paris, 2015[9]
- Souvenirs du sphinx et Lady Libertym, Rencontres de la photographie d’Arles, Arles, 2016[10]
- Frontera, Musée des beaux-arts du Canada, Ottawa, 2018[11]
- Gold and Silver, MBAC et FOAM Amsterdam, 2018[12]
- À voir et à manger. La photographie, la cuisine et la chimie, Cité du design, Saint-Étienne, 2021[7]
- Mauvaises herbes!, Centre photographie d'Île-de-France, 2023[13]
- Will Write Soon, Centre d’Art Gwinzegal, Guingamp, 2024[14]
- Sky Album, Modern Conflict et Fotografia Europea, 2024[15]
- Prendre le soleil, Hangar Y, Meudon, 2023[16][réf. à confirmer]

## Publications
- Luce Lebart, Les grands photographes du XXe siècle, Larousse, coll. « Beaux livres Larousse », 2017, 224 p. (ISBN 978-2035929112)
- Luce Lebart, Or et Argent / Gold and Silver, Institut Canadien de la Photographie et Musée des Beaux-Arts du Canada (Ottawa), 128 p. (ISBN 979-10-90306-67-7)
- Luce Lebart et Marie Robert, Une histoire mondiale des femmes photographes, Textuel Editions, 2020, 504 p. (ISBN 978-2-84597-843-0)
- Luce Lebart, INVENTIONS, 1915-1938, RVB BOOKS / CNRS, 2019, 304 p. (ISBN 979-10-90306-88-2)
- Luce Lebart, Les Silences d’Atget, 2016, 322 p. (ISBN 2845975457)
- Luce Lebart, Mold is beautiful, Poursuite éditions, 2015, 40 p. (ISBN 9782918960867)

## Prix et distinctions
- Prix des libraires «J'aime le livre d'art», 2021[17]